# 氨基甲酸铵
氨基甲酸銨是一種白色的晶體，分子式為 NH2COONH4，在35°C開始分解，並會在59°C時完全分解成氨氣和二氧化碳。 氨基甲酸銨是化學工業上尿素生産過程的生成物，加熱會变为尿素。